# Alpi Urano-Glaronesi
Le Alpi Urano-Glaronesi sono un gruppo montuoso svizzero facente parte delle Alpi Glaronesi. La vetta più alta è l'Oberalpstock che raggiunge i 3.328 m s.l.m..
Si trovano principalmente nel Canton Uri e Canton Glarona. Parzialmente interessano anche il Canton Svitto ed il Canton Grigioni.

## Classificazione
La SOIUSA vede le Alpi Urano-Glaronesi come una sottosezione alpina e vi attribuisce la seguente classificazione:
- Grande parte = Alpi Occidentali
- Grande settore = Alpi Nord-occidentali
- Sezione = Alpi Glaronesi
- Sottosezione = Alpi Urano-Glaronesi
- Codice = I/B-13.I

## Delimitazione
Confinano:
- a nord con le Prealpi di Svitto e di Uri (nelle Prealpi Svizzere) e separate dal Pragelpass;
- ad est con le Alpi Glaronesi in senso stretto (nella stessa sezione alpina) e separate dal Sandpass;
- a sud con le Alpi del Monte Leone e del San Gottardo (nelle Alpi Lepontine) e separate dal Passo dell'Oberalp;
- ad ovest con le Alpi Urane (nelle Alpi Bernesi) e separate dal fiume Reuss.

Ruotando in senso orario i limiti geografici sono: Passo dell'Oberalp, Andermatt, fiume Reuss, torrente Schächen, Ruosalper Grätli, Muotathal, Pragelpass, Lago di Klöntal, Glarona, fiume Linth, Sandpass, Val Russein, fiume Reno Anteriore, Passo dell'Oberalp.

## Suddivisione
Si suddividono in due supergruppi, cinque gruppi e sette sottogruppi:
- Catena Oberalpstock-Clariden-Schärhorn (A)
  - Gruppo dell'Oberalpstock (A.1)
    - Catena del Piz Giuv (A.1.a)
    - Catena del Rienzenstock (A.1.b)
    - Catena del Bristen (A.1.c)
    - Catena Düssi-Oberalpstock (A.1.d)

  - Gruppo del Clariden (A.2)
  - Gruppo Schärhorn-Windgällen (A.3)
    - Catena dello Schärhorn (A.3.a)
    - Catena del Windgällen (A.3.b)
    - Catena dell'Hoch Fulen (A.3.c)
- Catena Glärnisch-Charetalp (B)
  - Gruppo del Charetalp (B.4)
  - Gruppo del Glärnisch (B.5)

## Vette principali

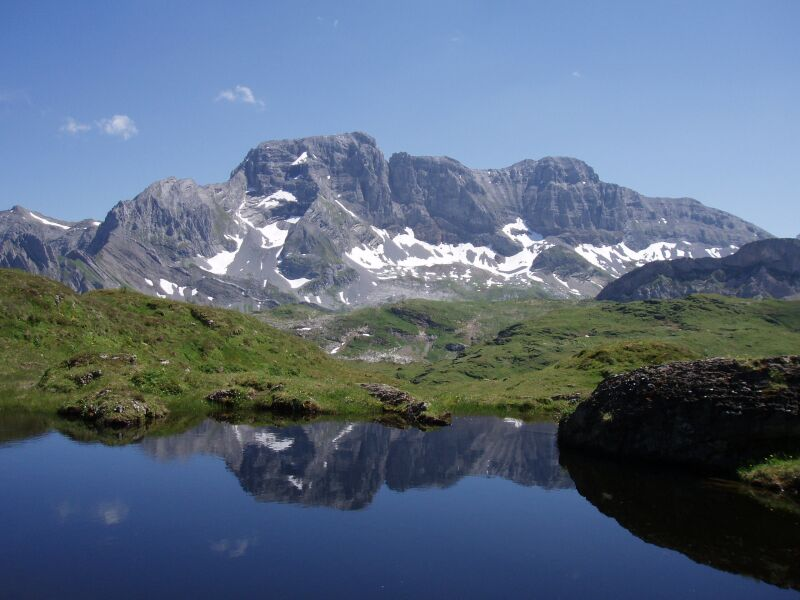
Il Bös Fulen.

Le montagne principali del gruppo sono:
- Oberalpstock - 3.328 m
- Gross Schärhorn - 3.294 m
- Clariden - 3.267 m
- Gross Düssi - 3.256 m
- Chammliberg - 3.215 m
- Gross Windgällen - 3.187 m
- Piz Giuv - 3.096 m
- Bristen - 3.073 m
- Piz Cazarauls - 3.063 m
- Piz Nair - 3.059 m
- Piz Ault - 3.027 m
- Gemsfairenstock - 2.972 m
- Piz Cavardiras - 2.964 m
- Rienzenstock - 2.962 m
- Glärnisch - 2.914 m
- Bös Fulen - 2.802 m
- Ortstock - 2.717 m
- Chrüzlistock - 2.707 m
- Hoch Fulen - 2.506 m
- Silberen - 2.314 m

## Rifugi

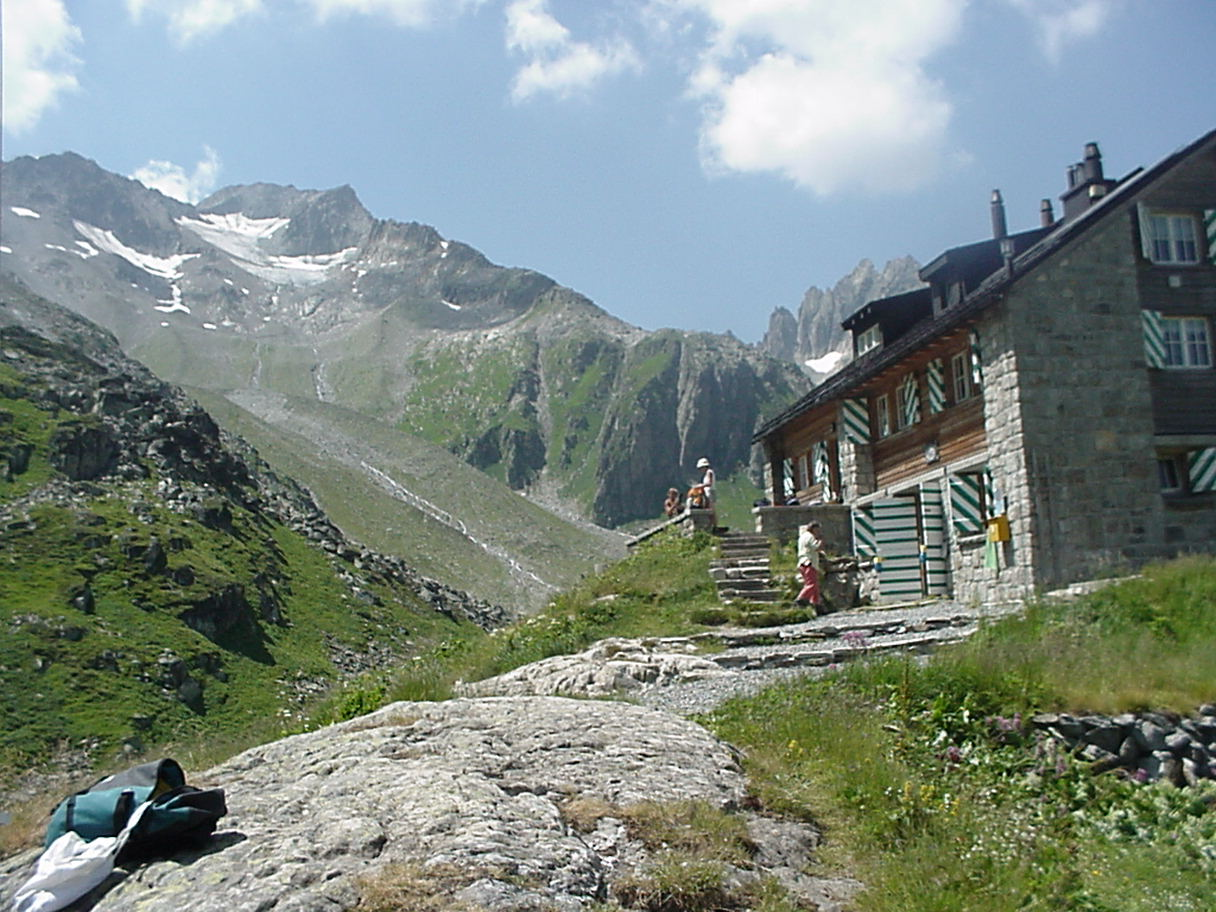
L'Etzlihütte.

Alcuni dei rifugi presenti nel gruppo montuoso sono:
- Planurahütte - 2.947 m
- Camona da Cavardiras - 2.649 m
- Hüfihütte - 2.334 m
- Etzlihütte - 2.052 m
- Glattalphütte - 1.898 m
- Hinterbalmhütte - 1.817 m
- Treschhütte - 1.475 m